# As We Fight
As We Fight var et dansk metalcoreband, der blev stiftet af Jason Campbell og Thomas Toft i Fredericia. Bandet blev opløst i 2011. 
As We Fight blev startet af Jason Campbell og Thomas Toft, som havde jammet sammen igennem længere tid i Lydmuren og Ungdommens hus i Fredericia. Efter flere udskiftninger af band medlemmer fandt de sammen med Martin Olsen og Laurits Medom. De skiftede navn fra deres tidligere navn Fisticuffs og efter endnu lidt udskiftninger indspillede de deres selvfinansieret EP The Darkness Of Apocalypse Has Fallen Before Us hos Tue Madsen i april 2003 hvorefter de fik kontrakt hos belgiske Good Life Recordings. Året efter indspillede de debutalbummet Black Nails And Bloody Wrist, som fik pæne anmeldelser fra både danske som udenlandske anmeldere. Efter indspilningerne forlod Michael Dahl bandet og Martin Goltermann kom ind og overtog hans plads. Efter en masse liveshows og med prisen som Danmarks bedste liveband til Danish Metal Awards gik bandet i studiet hos Jacob Bredahl fra Hatesphere i sommeren 2006 for at indspille deres andet album Midnight Tornado, hvorefter Tiger Sennenwald forlod bandet for at starte et band mere hans stil og søge nye udfordringer.
Efter udgivelsen begav de sig ud på en Europa tour med blandt andet Caliban og Heaven Shall Burn. Under touren besluttede Laurits sig for at droppe ud af bandet. 
I august 2007 afløste Jesper fra et andet lokalt band "Something To Die For" vokal tjansen da bandet skulle spille på den belgiske hardcore festival i Ieper. Derefter blev han tilbudt en permanent rolle i bandet.
Efter at Jason Campbell i 2008 forlod bandet, var Esben stand-in i nogle shows. Derefter fik han en fast plads i bandet. Esben er også kendt i Numbnuts og har tidligere været en del af Stomped.

## Medlemmer
- Laurits Medom – Vokal (2001-2007, 2011-)
- Martin Goltermann – Guitar (2004-)
- Martin Olsen – Guitar
- Søren Hvidt – Bas
- Niels "Niller" Plum – Trommer (2006-)

## Tidligere Medlemmer
- Esben Elnegaard Kjær Hansen – Vokal (2008-2010) – Nuværende band: Numbnuts, Hatesphere
- Jesper Vincencio Gün – Vokal (2007-2009)
- Jason Campbell – Vokal (2001-2008) – Nuværende band: Crown The Beast
- Thomas Toft – Trommer (2001)
- Tiger Sennenwald – Trommer (2001-2006) TIGERBLOD
- Michael Dahl – Guitar (2001-2004)

## Udgivelser
- The Darkness Of Apocalypse Has Fallen Before Us (EP) (2003)
- Black Nails And Bloody Wrists (Album) (2004)
- Midnight Tornado (Album) (2006)
- Meet Your Maker (Album) (2009)
- This is Ebola (Split Album med The Psyke Projct) (2011)